# 光果树萝卜
光果树萝卜（学名：Agapetes leiocarpa）为杜鹃花科树萝卜属下的一个种。